# Viktor Rydbergsmonumentet

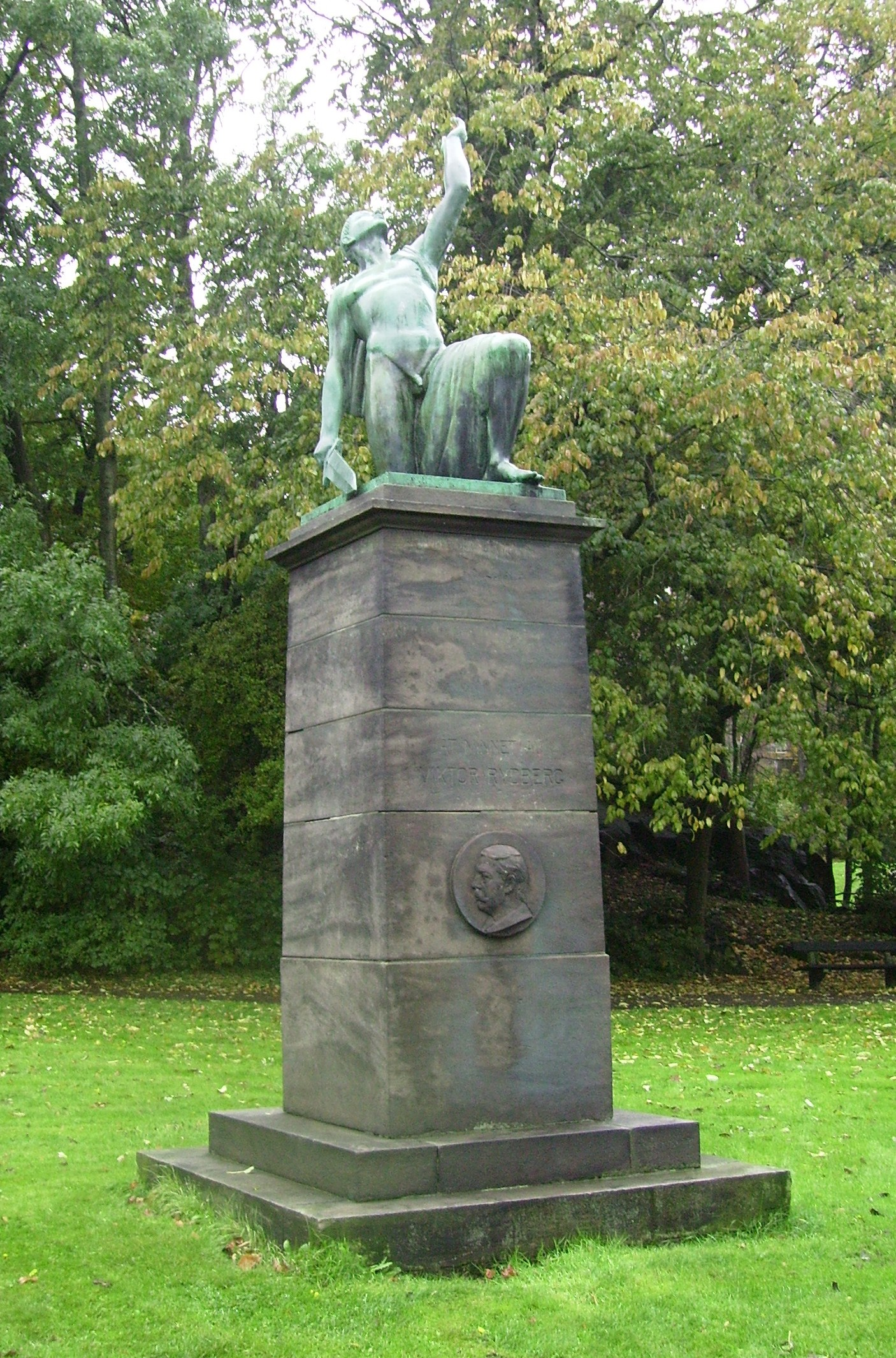
Viktor Rydbergsmonumentet med sockel.

Viktor Rydbergsmonumentet är en skulptur i Göteborg, som restes på valborgsmässoaftonen år 1930 till minnet av författaren Viktor Rydberg.
Under invigningen satte studenter från Göteborg och den danska vänorten Århus sin prägel på evenemanget. Hedersgäst var Ninnan Santesson, som utfört monumentet.
Monumentet är 1,8 meter hög, den höga sockeln är av sandsten, och består av fem på varandra liggande block. På framsidan, det andra blocket nedifrån visar en medaljong med porträtt av Viktor Rydberg med inskriptionen: "Åt minnet av Viktor Rydberg".
Själva statyn är av brons och föreställer Den siste athenaren från romanen med samma namn. Monumentet står vid Viktor Rydbergsgatan, nära Landsarkivet i Göteborg.

## Bildgalleri

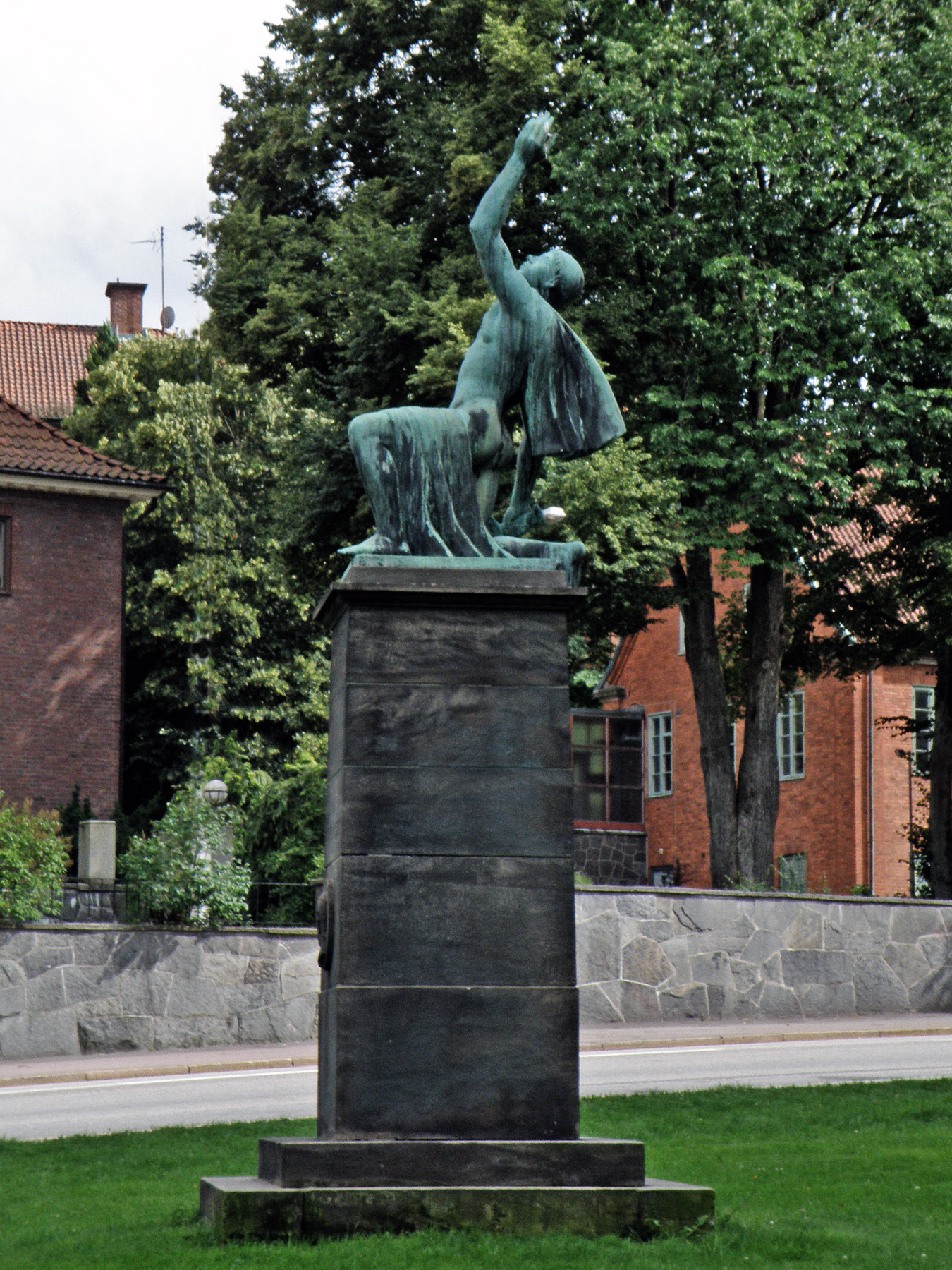
Viktor Rydbergsmonumentet med sockel
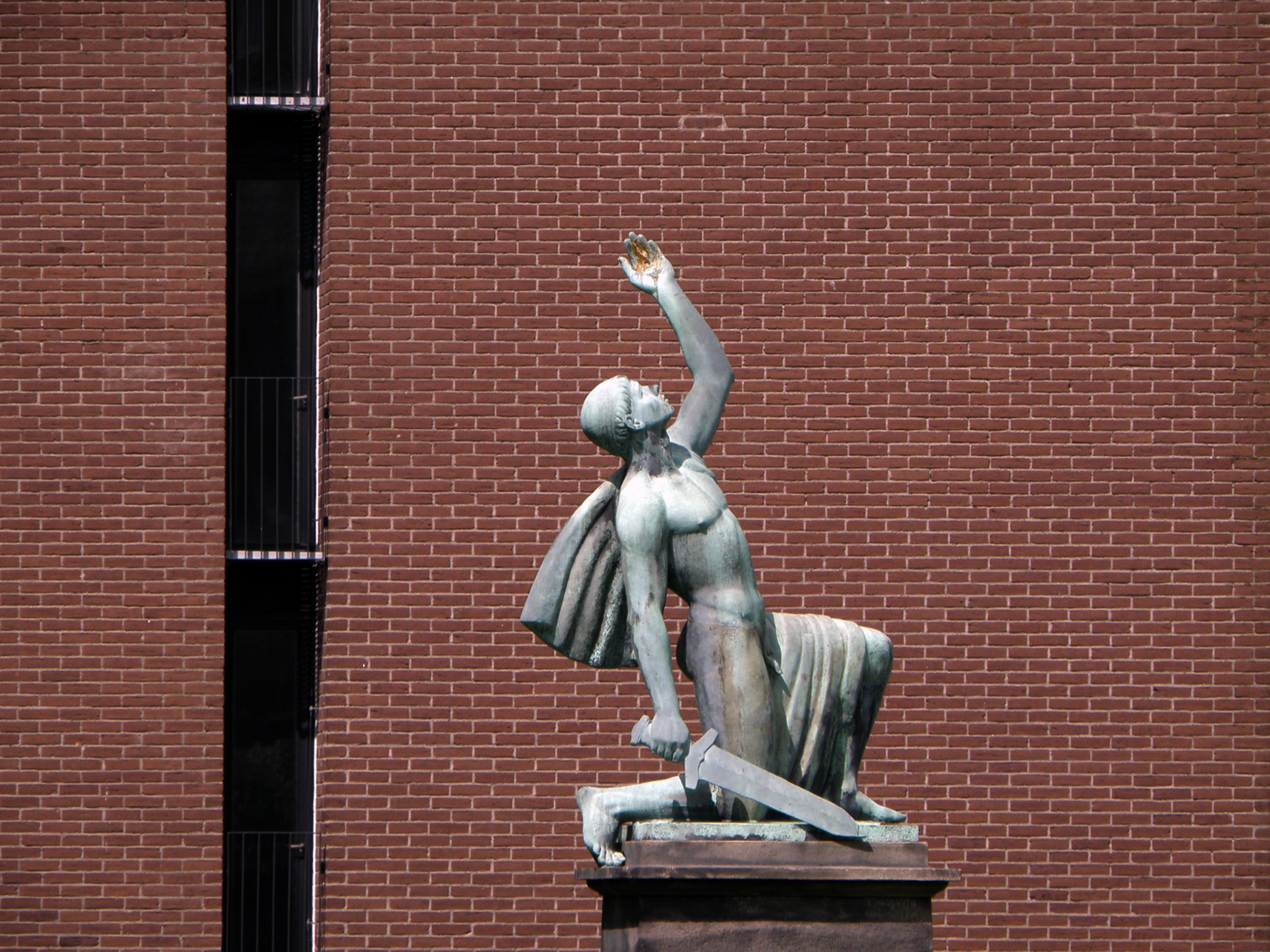
Den siste atenaren sedd mot Landsarkivets vägg.
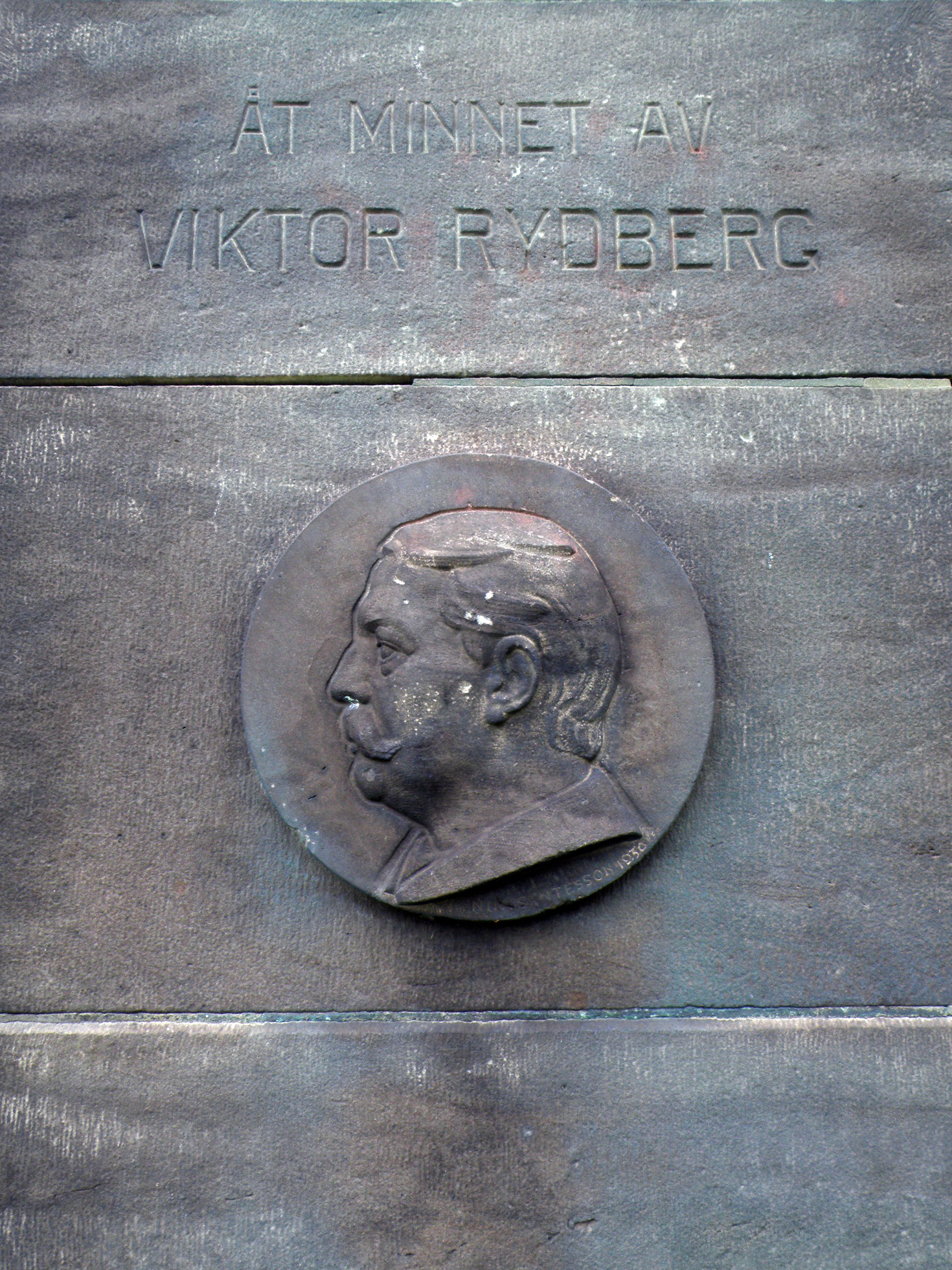
Porträtt av Viktor Rydberg, signerat "Nini Santesson".